# BBS-ME Otto-Brenner-Schule
Die BBS-ME (Berufsbildende Schule Metalltechnik • Elektrotechnik der Region Hannover) Otto-Brenner-Schule ist ein Teil des Berufsschulzentrums oder auch BBS-Campus am Waterlooplatz in Hannover. Den Namenszusatz Otto-Brenner-Schule erhielt sie 1992 in Erinnerung an den ehemaligen Vorsitzenden der IG-Metall Otto Brenner.
Die Schule ist mit 69 Bildungsgängen eine der größten gewerblich technischen Berufsschulen in Niedersachsen (Stand 15. November 2018). Die Größe der Schule ist das Ergebnis des Zusammenschlusses der drei Einzelberufsschulen BBS4 (Fachrichtung Elektrotechnik), BBS5 (Fachrichtung Metalltechnik), BBS6 (Berufseinstiegsschule) und der BBS22 (Technikerschule Maschinen- und Elektrotechnik).

## Geschichte
- 1952: Der Schulausschuss beschließt unter der Leitung Otto Brenners die Pläne zum Bau des Berufsschulzentrum am Waterlooplatz.[3]
- 1953: Die neue BBS 5 (Metalltechnik) zieht in das erste neue Gebäude des Berufsschulzentrums.[4]
- 1961: Die BBS 4 (Elektrotechnik) zieht in das neuerrichtete Schulgebäude des Berufsschulzentrums ein.[5]
- 1970: Die Fachoberschule Technik wird eingeführt.[6]
- 1996: Das Fachgymnasium Technik wird an der BBS 5 eingerichtet.[7]
- 2001: Die Technikerschule (BBS 22) wird in die BBS 5 eingegliedert.[7]
- 2002: Die Region Hannover beschließt die Angliederung der BBS 4 an die BBS 5.[7]
- 2003: Die Schule erhält ihren neuen Namen BBS-ME, Berufsbildende Schule Metalltechnik ∙ Elektrotechnik der Region Hannover – Otto-Brenner-Schule (bbs|me).[8]
- 2016: Die BBS 6 wird aufgelöst und die Berufseinstiegsschule der BBS-ME angegliedert.[8]

## Architektur und Gebäude
Die Gebäude der Schule sind geprägt von „zeittypischen Einflüssen der skandinavischen Architektur [und zählen] zum sogenannten Wunder von Hannover“. Im Zuge einer Generalsanierung im Jahr 2011 wurde die Gestalt der 1950er-Jahre-Architektur bewahrt und klare Gestaltungselemente wieder sichtbar gemacht werden. Gleichzeitig wurde versucht die Schule technisch und energetisch zukunftsfähig zu machen. Diese Maßnahmen brachten der Schule einen Platz in der engeren Auswahl für den Niedersächsischen Staatspreis für Architektur 2012 in der Kategorie: Weiterbauen im Spannungsfeld von Energieeffizienz und Gestaltungsqualität.

## Bildungsgänge
Die BBS-ME vereint die drei Sparten berufliche Erstausbildung, studienbezogene Bildung und Weiterbildung unter einem Dach.

### Berufseinstiegsschule

#### Berufseinstiegsklasse (BEK) und Berufsvorbereitungsjahr (BVJ)
- Metalltechnik
- Elektrotechnik
- Fahrzeugtechnik
- Bautechnik
- Holztechnik
- Farbtechnik und Raumgestaltung
- Lebensmittelhandwerk und Gastronomie
- Wirtschaft

Möglicher Abschluss: Hauptschulabschluss (BEK)

### Berufsfachschule
- Einjährige Berufsfachschule Metalltechnik[12]
- Einjährige Berufsfachschule Elektrotechnik[13]
- Zweijährige Berufsfachschule Informationstechnische/r Assistent/in (BFI)[14]
- Zweijährige Berufsfachschule Elektrotechnische/r Assistent/in[15]

### Berufliche Erstausbildung

#### Metalltechnik
- Technischer Produktdesigner
- Technischer Systemplaner
- Verfahrensmechaniker
- Metallbauer Konstruktionstechnik
- Fertigungsmechaniker
- Maschinen und Anlagenführer
- Metallbearbeiter
- Orthopädietechniker
- Feinwerkmechaniker
- Werkzeugmechaniker
- Zerspanungsmechaniker[16]

#### Elektrotechnik
- Elektroniker für Betriebstechnik
- Elektroniker für Gebäude- und Infrastruktursysteme
- Industrieelektriker Fachrichtung Betriebstechnik
- Elektroniker Fachrichtung Energie- und Gebäudetechnik
- Elektroniker Fachrichtung Informations- und Telekommunikationstechnik
- Informationselektroniker
- Elektroniker für Maschinen und Antriebstechnik
- Elektroniker für Geräte und Systeme
- Elektroniker für Informations- und Systemtechnik
- Industrieelektriker Fachrichtung Geräte und Systeme
- Systemelektroniker
- IT-System-Elektroniker[17]

### Fachoberschule Technik
- Elektrotechnik
- Metalltechnik

Möglicher Abschluss nach Klasse 12: allgemeine Fachhochschulreife

### Berufliches Gymnasium
- Elektrotechnik
- Metalltechnik
- Bautechnik
- Gestaltungs- und Medientechnik

Möglicher Abschluss: Allgemeine Hochschulreife (Abitur)

### Technikerschule

#### Fachschule Elektrotechnik
- Informations- und Kommunikationstechnik (Vollzeit)
- Energie und Prozessautomatisierung (Vollzeit)
- Allgemeine Elektrotechnik (Teilzeit/Abendschule)

#### Fachschule Maschinentechnik
- Betriebstechnik (Vollzeit)
- Konstruktionstechnik (Vollzeit)

#### Fachschule Metallbautechnik
- Gebäudeerstellung (Vollzeit)
- Gebäudeausrüstung (Vollzeit)

Möglicher Abschluss: Staatlich geprüfter Techniker in dem entsprechenden Schwerpunkt und allgemeine Fachhochschulreife

## Projekte und Partnerschaften
Jährlich stattfindende Projekte sind das Auschwitz-Begegnungsprojekt der Berufseinstiegsschule (Begegnung mit deutscher Geschichte und Verantwortung), das 2019 zum 25. Mal durchgeführt wurde und das Fest der Nationen an der Berufseinstiegsschule (Stärkung von Toleranz und Wertschätzung).
- Kooperationen zur Berufsorientierung mit Realschulen, Oberschulen, Integrierten Gesamtschulen, Kooperativen Gesamtschulen und Förderschulen aus der Stadt und der Region Hannover
- Kooperation des Beruflichen Gymnasiums mit dem Upper Valley Carreer Center (UVCC) in Piqua, Ohio
- Kooperation der Technikerschule mit dem Houston Community College in Houston, Texas

## Förderer
Der Förderverein der BBS-ME e.V. unterstützt mit Hilfe von Spendengeldern den Fortschritt von Bildung und Erziehung sowie die Verbesserung der Lern- und Arbeitsbedingungen der Schüler.
Die Fördergemeinschaft der Technikerschule Hannover e.V. hilft die Belange der Technikerschule gegenüber öffentlichen Institutionen zu vertreten und unterstützt ebenfalls durch moderne Anschaffungen den Unterricht.